# Вибухи в Сімферополі
Вибухи в Сімферополі почалися 10 грудня 2022 року в Сімферополі в тимчасово окупованому Росією Криму під час російського вторгнення в Україну.

## Перебіг подій
10 грудня 2022 року в місті пролунали потужні вибухи.
24 січня 2023 року увечері в Сімферополі пролунало кілька гучних вибухів.
24 лютого 2023 року поблизу села Поштове неподалік Сімферополя було підірвано частину залізниці.
4 березня 2023 року в місті пролунали вибухи, в місцевих ЗМІ йшлося про збитий поблизу смт Гвардійське безпілотник.